# Consell Regional de Migdia-Pirineus
El Consell regional de Migdia-Pirineus (francès Conseil régional de Midi-Pyrénées, occità Conselh regional dei Miègjorn-Pirenèus) fou una assemblea elegida de la regió de Migdia-Pirineus. Està format per 67 membres elegits cada sis anys.
La seu es troba al número 22 del bulevard del mariscal Alphonse Juin, al barri de Saint-Michel de Tolosa de Llenguadoc.

## Presidents del Consell regional
- Alain Savary (1973-1981)
- Alex Raymond (1981-1986)
- Dominique Baudis (1986-1988)
- Marc Censi (1988-1998)
- Martin Malvy (1998-2015)

## Resultat de leseleccions de 2004

### Primera volta

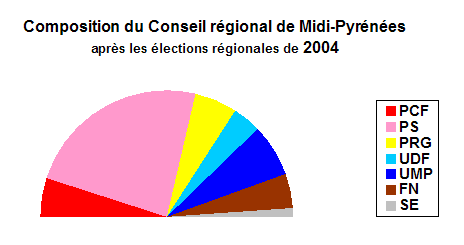
Composició del Consell Regional de Migdia-Pirineus després de les eleccions de 2004

|           | Nombre    | % inscrits |
| --------- | --------- | ---------- |
| Inscrits  | 1 910 018 | 100,00%    |
| Abstenció | 633 603   | 33,17%     |
| Votants   | 1 276 415 | 66,83%     |

|               | Nombre    | % votants |
| ------------- | --------- | --------- |
| Blancs i nuls | 73 785    | 5,78%     |
| Vàlids        | 1 202 630 | 94,22%    |

| Llista                                 | Cap de llista        | Vots    | %      |
| -------------------------------------- | -------------------- | ------- | ------ |
| LCR - LO                               | Lucien Sanchez       | 58 661  | 4,88%  |
| ASA - PO - Les Alternatifs - Les Verts | Jean-Pierre Bataille | 96 979  | 8,06%  |
| PS - PCF - PRG                         | Martin Malvy         | 497 718 | 41,39% |
| CPNT                                   | Christiane Autigeon  | 57 203  | 4,76%  |
| UDF                                    | Michel Valdiguié     | 122 028 | 10,15% |
| UMP                                    | Jacques Godfrain     | 228 443 | 19,00% |
| FN                                     | Louis Aliot          | 141 598 | 11,77% |

### Segona Volta
|           | Nombre    | % inscrits |
| --------- | --------- | ---------- |
| Inscrits  | 1 910 120 | 100,00%    |
| Abstenció | 592 061   | 31,00%     |
| Votants   | 1 318 059 | 69,00%     |

|               | Nombre    | % votants |
| ------------- | --------- | --------- |
| Blancs i nuls | 79 494    | 6,03%     |
| Vàlids        | 1 238 565 | 93,97%    |

| Llista         | Cap de llista    | Vots    | %      | Electes |
| -------------- | ---------------- | ------- | ------ | ------- |
| PS - PCF - PRG | Martin Malvy     | 712 233 | 57,50% | 62      |
| FN             | Louis Aliot      | 149 417 | 12,06% | 8       |
| UMP - UDF      | Jacques Godfrain | 376 915 | 30,43% | 21      |

## Composició des de març de 2010
Els 91 electes es reparteixen així:
- Grup Socialista : 36 escons
- Grup Europe Écologie : 15 escons
- Grup Front d'Esquerra : 7 escons
- Grup PRG : 11 escons
- Grup UMP, Majoria Presidencial, Nou Centre, MPF : 22 escons